# Daniel Sappa
Daniel Sappa (Villa Elisa, 9 febbraio 1995) è un calciatore argentino, portiere del San Miguel.

## Carriera
Cresciuto nelle giovanili dell'Estudiantes (LP), ha esordito in prima squadra il 18 febbraio 2016 in occasione del match pareggiato 1-1 contro il Tigre

## Statistiche

### Presenze e reti nei club
Statistiche aggiornate al 16 marzo 2018.
| Stagione        | Squadra          | Campionato      | Campionato | Campionato | Coppe nazionali | Coppe nazionali | Coppe nazionali | Coppe continentali | Coppe continentali | Coppe continentali | Altre coppe | Altre coppe | Altre coppe | Totale | Totale | Totale |
| Stagione        | Squadra          | Comp            | Pres       | Reti       | Comp            | Pres            | Reti            | Comp               | Pres               | Reti               | Comp        | Pres        | Reti        | Pres   | Reti   |        |
| --------------- | ---------------- | --------------- | ---------- | ---------- | --------------- | --------------- | --------------- | ------------------ | ------------------ | ------------------ | ----------- | ----------- | ----------- | ------ | ------ | ------ |
| 2016            | Estudiantes (LP) | PD              | 3          | -3         | CA              | 0               | 0               | CS                 | 0                  | 0                  |             | -           | -           | 3      | -3     |        |
| 2016-2017       | Estudiantes (LP) | PD              | 3          | -3         | CA              | 1               | 0               | CL+CS              | 0                  | 0                  |             | -           | -           | 4      | -3     |        |
| 2017-2018       | Estudiantes (LP) | PD              | 0          | 0          | CA              | 0               | 0               | CL                 | 0                  | 0                  |             | -           | -           | 0      | 0      |        |
| Totale carriera | Totale carriera  | Totale carriera | 6          | -6         |                 | 1               | 0               |                    | 0                  | 0                  |             | -           | -           | 7      | -6     |        |